# Народицька волость
Народицька волость — адміністративно-територіальна одиниця Овруцького повіту Волинської губернії Російської імперії з центром у містечку Народичі.
Станом на 1885 рік складалася з 16 поселень, 12 сільських громад. Населення — 8222 осіб (4079 чоловічої статі та 4143 — жіночої), 829 дворових господарств.
|                     | Площа, десятин | У тому числі орної, десятин |
| ------------------- | -------------- | --------------------------- |
| Сільських громад    | 11269          | 6881                        |
| Приватної власності | 6083           | 2379                        |
| Казенної власності  | 3643           | 43                          |
| Іншої власності     | 1280           | 157                         |
| Загалом             | 22275          | 9460                        |

Основні поселення волості:
- Народичі (пол. Narodycze[2]) — колишнє державне містечко при річках Уш та Жерев за 25 верст від повітового міста, 1496 осіб, 216 двори, 2 православні церкви, костел, 2 єврейських молитовних будинки, школа, постоялий двір, трактир, 14 постоялих будинки, 34 лавки, базари, 5 ярмарки на рік.
- В'язівка — колишнє державне містечко, 624 особи, 81 двір, синагога, єврейський молитовний будинок, 3 постоялих будинки, 3 лавки, щорічний ярмарок.
- Закусили — колишнє власницьке село, 124 особи, 8 дворів, православна церква.
- Кацівщина — колишнє власницьке село, 365 осіб, 41 двір, православна церква, постоялий будинок.
- Ласки — колишнє власницьке село при річці Норинь, 890 осіб, 142 двори, православна церква, школа, постоялий будинок.
- Селець — колишнє державне село при річці Жерев, 760 осіб, 117 дворів, постоялий будинок.